# Навозник мерцающий
Наво́зник мерца́ющий (лат. Coprinellus micaceus) — гриб семейства псатирелловые (Psathyrellaceae); ранее этот вид относили к ныне расформированному семейству навозниковые (Coprinaceae).

Несъедобен, некоторые авторы считают его съедобным, но не заслуживающим какого-либо внимания грибников из-за небольшого размера и быстрого аутолиза шляпок. 
Научные синонимы:
- Agaricus micaceus Bull., 1792 basionym
- Coprinus micaceus (Bull.) Fr., 1838

Одно из русских названий гриба — навозник слюдяно́й.

## Описание

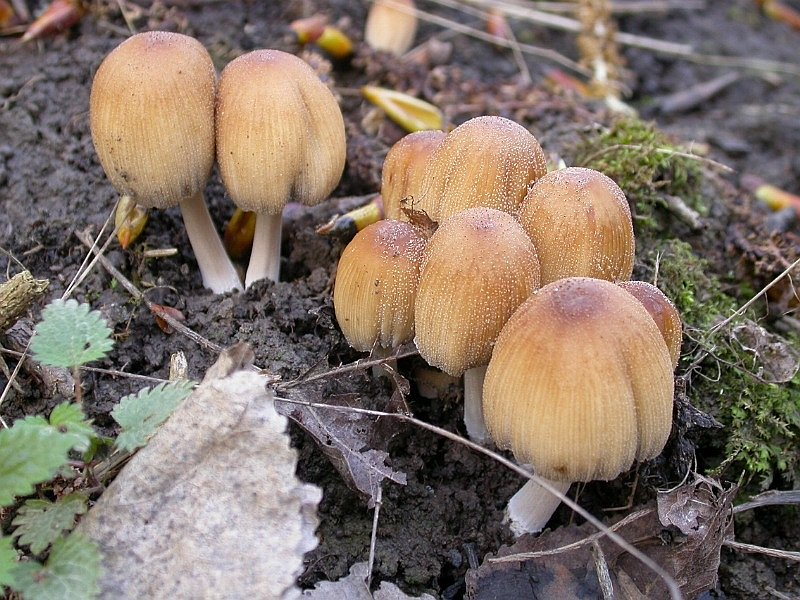

Шляпка колокольчатой или яйцевидной формы диаметром 2—4 см и высотой 1—3,5 см с бороздчатой поверхностью, бороздки более глубокие возле края. Край ровный или надорванный. Кожица жёлто-коричневая, в середине окраска более интенсивная, покрытая очень мелкими зернистыми чешуйками со слюдянистым блеском, образующимися из очень тонкого общего покрывала. При росте гриба чешуйки исчезают.
Мякоть шляпки очень тонкая, в ножке — волокнистая, в молодом возрасте белая, кисловатого вкуса, без определённого запаха.
Ножка 4—10 см длиной, обычно не более 8 см и 2—5 мм в диаметре, беловатая, у основания более коричневая, полая, хрупкая. Поверхность её гладкая или слегка шелковистая.
Пластинки тонкие, частые, широкие, приросшие. В раннем возрасте цвет их беловатый или светло-коричневый, затем они чернеют и расплываются, особенно быстро в сырую погоду.
Споровый порошок чёрный, споры 8,5×6×4,5 мкм, уплощённо-эллипсоидальные, гладкие, с усечённой порой.

## Экологияи распространение
Сапротроф, разлагающий отмершую древесину. Встречается как в лесах, на древесине лиственных деревьев, так и в городских парках, дворах, на пнях или на корнях старых и повреждённых деревьев. Обычен в северном умеренном климате. Появляется группами или сростками, за сезон мицелий может плодоносить несколько раз.
Сезон: май — ноябрь.

## Сходные виды
- Навозник домашний (Coprinellus domesticus) образует на субстрате и на основании ножки плотный оранжево-жёлтый налёт мицелия (озониум), белые чешуйки на шляпке у него не блестящие.
- Навозник ивовый (Coprinellus truncorum) имеет более морщинистую шляпку, надёжно отличается только микроскопическим исследованием спор: они не гладкие и с мелкими порами.